# بازتابندگی پرتو ایکس
بازتابندگی پرتو ایکس(به انگلیسی: X-ray reflectivity) (گاهی اوقات با عنوان بازتاب‌سنجی اشعه ایکس یا XRR نیز شناخته می‌شود.) یک روش تحلیلی حساس به سطح است که در شیمی، فیزیک و علوم مواد برای توصیف سطوح، لایه‌های نازک و چند لایه استفاده می‌شود.

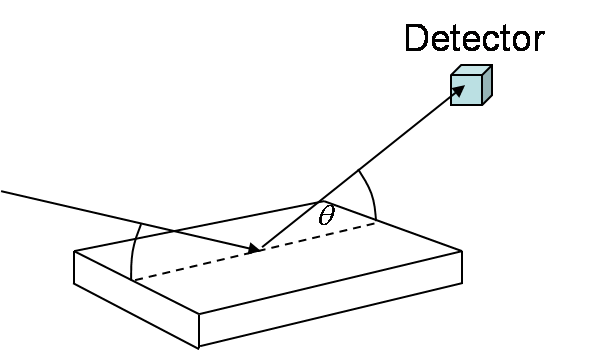
نموداری از اساس عملکرد بازتابندگی پرتو ایکس